# Joe Berlinger

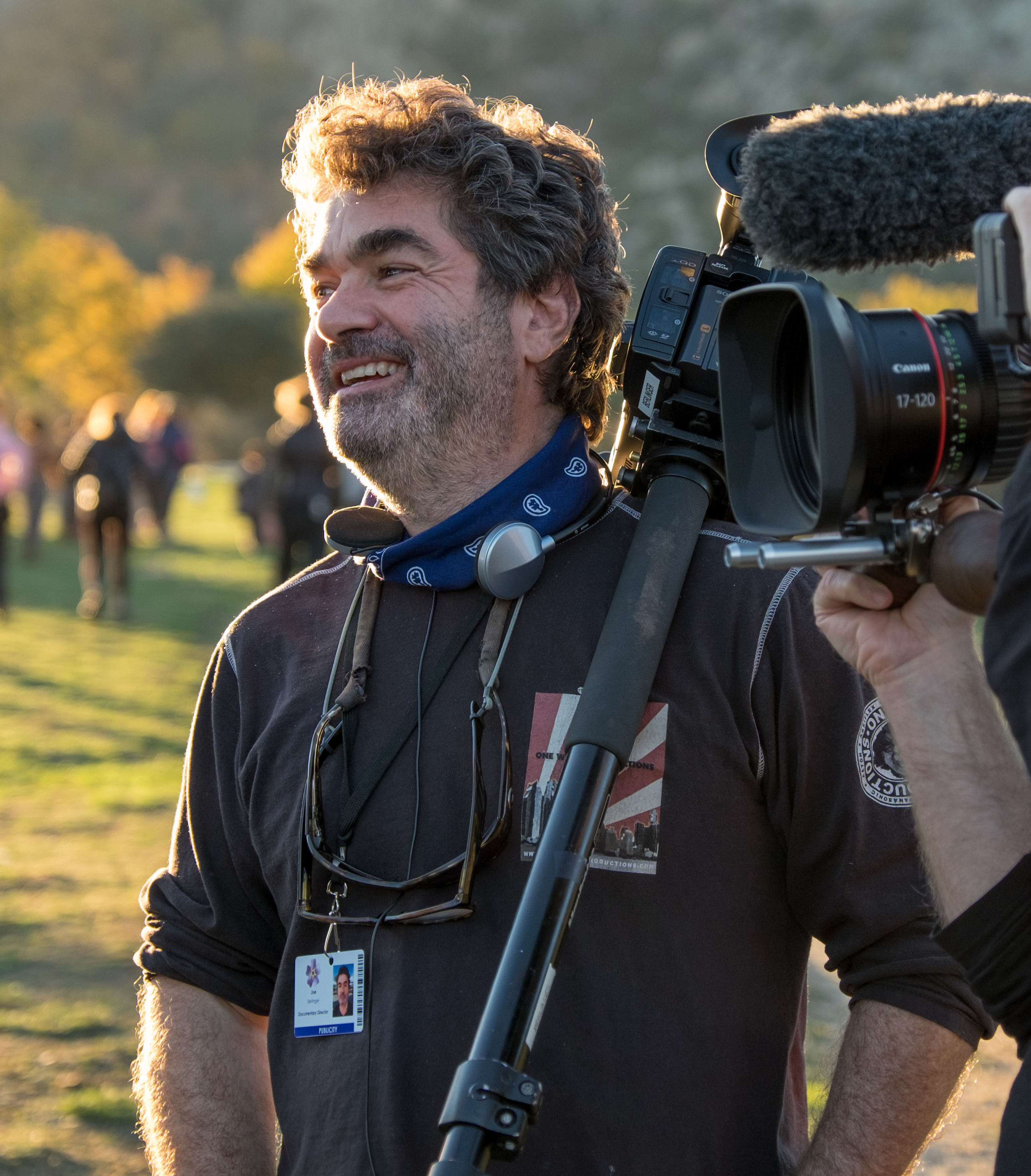
Joe Berlinger (2015)

Joe Berlinger, bürgerlich Joseph Berlinger (* 30. Oktober 1961 in Bridgeport, Connecticut), ist ein US-amerikanischer Dokumentarfilmer. Er arbeitete oft mit Bruce Sinofsky zusammen. Zu ihren bekanntesten Arbeiten gehören Paradise Lost: The Child Murders at Robin Hood Hills (1996), Paradise Lost 2: Revelations (2000) und Paradise Lost 3: Purgatory (2011). Letzterer wurde 2012 für einen Oscar als Bester Dokumentarfilm nominiert.

## Leben und Wirken
Joe Berlinger stammt aus einer jüdischen Familie und studierte ab 1979 an der Colgate University Germanistik und englische Literaturwissenschaft. Das Studium schloss er 1983 mit einem Bachelor of Arts ab. Er hatte laut eigener Aussage keine Filmkarriere im Sinn. Nach seinem Studium zog er nach Frankfurt am Main und arbeitete mehrere Jahre in einer Werbeagentur. Zum Film kam er laut eigener Aussage zufällig, als er aus Versehen in einen Dreh eines Werbespots geriet. Während der Studienzeit hatte er sich, mit Germanistik als Hauptfach, stark mit dem Holocaust auseinandergesetzt, was seine spätere künstlerische Themenwahl sehr beeinflusste.
Seinen ersten Dokumentarfilm Brother’s Keeper drehte er 1992 über einen Mann, der beschuldigt wurde, seinen Bruder umgebracht zu haben. Das Werk wurde unter anderem mit dem New York Film Critics Circle Award und dem Directors Guild of America Award ausgezeichnet. Es folgten Dokumentarfilme wie die Paradise-Trilogie (1996, 2000 und 2011), Metallica: Some Kind of Monster (2004) und Crude (2009), einer Dokumentation über den seit 1993 andauernden juristischen Kampf der indigenen Ureinwohner im ecuadorianischen Amazonasgebiet gegen Texaco (2001 fusioniert mit Chevron zu ChevronTexaco, seit 2005 Chevron) um finanzielle Entschädigung für die massive Umweltzerstörung und Menschenrechtsverstöße im Zuge der Erdölförderung zwischen 1964 und 1992. Chevron überzog Berlinger mit einer Prozessflut (sogenanntes SLAPP law suit) und verlangte unter anderem die Herausgabe von über 600 Stunden nicht verwendetem Filmmaterial. Berlinger legte Widerspruch ein, musste aber schließlich den Schlichterspruch der übergeordneten Instanz akzeptieren, welcher den Umfang des herauszugebenden Materials nur unwesentlich kürzte. Berlinger gab später an, etwa 1,3 Millionen US-Dollar für Anwalts- und Prozesskosten aufgewendet zu haben und äußerte Zweifel, ob er unter diesen Umständen zukünftig noch in der Lage sein werde, Dokumentationen über Gerichtsverfahren drehen zu können.
Im Jahr 2000 drehte Berlinger den Horrorfilm Blair Witch 2, die Fortsetzung des Überraschungserfolgs Blair Witch Project (1999). Sein bis dahin einziger Ausflug in den Bereich Spielfilm wurde dabei zum Verriss und Berlinger erhielt eine Nominierung für den Negativpreis Goldene Himbeere.
Heute lebt er mit seiner Frau Loren Eiferman und seinen Töchtern in New York City.
Berlinger spricht fließend Deutsch.

## Filmografie (Auswahl)
- 1992: Brother’s Keeper (Dokumentation)
- 1996: Das verlorene Paradies – Die Kindermorde in Robin Hood Hills (Paradise Lost: The Child Murders at Robin Hood Hills, Dokumentation)
- 2000: Paradise Lost 2: Revelations (Dokumentation)
- 2000: Blair Witch 2 (Book of Shadows: Blair Witch 2)
- 2004: Metallica: Some Kind of Monster (Dokumentation)
- 2009: Crude (Dokumentation)
- 2011: Paradise Lost 3: Purgatory (Dokumentation)
- 2012: Under African Skies (Dokumentation)
- 2014: Whitey – Mafiaboss und FBI-Informant (Whitey: United States of America v. James J. Bulger)
- 2019: Extremely Wicked, Shockingly Evil and Vile
- 2019: The Longest Wave (Dokumentation über das Leben von Robby Naish)
- 2021: Verschwunden – Tatort Cecil Hotel
- 2022: Jeffrey Dahmer: Selbstporträt eines Serienmörders (Dokumentation)
- 2023: Madoff: Monster der Wall Street (Regie)
- 2024: Hitler und die Nazis: Das Böse vor Gericht